# Rick Ley
Richard Norman „Rick“ Ley (* 2. November 1948 in Orillia, Ontario) ist ein ehemaliger kanadischer Eishockeyspieler (Verteidiger) und -trainer, der von 1968 bis 1981 für die Toronto Maple Leafs und Hartford Whalers in der National Hockey League und die New England Whalers in der World Hockey Association spielte. Sein Schwager Don Lever war ebenfalls als Spieler und Trainer in der NHL tätig.

## Karriere
Ley spielte während seiner Juniorenzeit gemeinsam mit Derek Sanderson, Jean Pronovost und Tom Webster bei den Niagara Falls Flyers in der OHA. Die Toronto Maple Leafs wählten ihn beim NHL Amateur Draft 1966 in der dritten Runde als 16. aus. 1965 und 1968 holte er mit den Flyers den Memorial Cup.
Nachdem er mit den Tulsa Oilers in der Central Hockey League in die Saison 1968/69 gestartet war, kam er im Laufe der Spielzeit bei den Maple Leafs zu seinem Debüt in der NHL. Dank starker Leistungen schaffte er es bald sich einen Stammplatz zu erarbeiten.
Zur Saison 1972/73 war er unter den ersten Spielern, die dem Ruf der neu gegründeten World Hockey Association folgten. Er unterschrieb bei den New England Whalers. Dort traf er wieder auf Tom Webster, mit dem er schon als Juniorenspieler zusammengespielt hatte. Gleich in der ersten Saison gewann er mit seinem Team die Avco World Trophy und steuerte selbst drei Tore und vier Vorlagen in der Finalserie bei. Bei der Summit Series 1974 vertrat er Kanada gegen die Sowjetunion. In den folgenden Jahren war er eine der defensiven Stützen der Whalers. In den letzten beiden Jahren der WHA wurde er ins All-Star Team gewählt und 1979 als bester Verteidiger der WHA mit der Dennis A. Murphy Trophy ausgezeichnet. Die Maple Leafs versuchten ihn nach Auflösung der WHA zurückzuholen, doch die Whalers schafften es, ihn in ihr NHL-Team zu übernehmen. Er war der erste Mannschaftskapitän der Whalers, doch nach 16 Spielen in der Saison 1980/81 beendete er seine aktive Karriere.
Die Whalers ehrten ihn, in dem sie seine Trikotnummer 2 nicht mehr vergaben. Nach dem Umzug nach Carolina wurde die Nummer wieder freigegeben.
In der Saison 1981/82 war er Assistenztrainer der Hartford Whalers und im darauf folgenden Jahr übernahm er das American-Hockey-League-Farmteam, die Binghamton Whalers als Chefcoach. In die NHL kehrte er erst zur Saison 1989/90 zurück, nach vier Jahren bei den Muskegon Lumberjacks in der International Hockey League holten die Hartford Whalers ihn als Cheftrainer. Dort blieb er für zwei Spielzeiten und wechselte 1991 als Assistenztrainer zu den Vancouver Canucks. Nachdem das Team 1994 die Stanley-Cup-Finalserie erreicht hatte, übergab Quinn zur Saison 1994/95 die Position hinter der Bande an Ley. Kurz vor Ende der darauf folgenden Spielzeit löste Quinn ihn auch wieder ab. Ley blieb noch einige Zeit als Scout bei den Canucks. 1998 verpflichteten die Toronto Maple Leafs Ley als Assistenztrainer, wo er bis 2006 tätig war.

## Sportliche Erfolge
- Memorial Cup: 1965 und 1968
- Avco World Trophy: 1973

### Persönliche Auszeichnungen
- OHA-Jr. First All-Star Team: 1968
- WHA All-Star Game: 1973, 1974
- WHA First All-Star Team: 1979
- WHA Second All-Star Team: 1978
- Dennis A. Murphy Trophy: 1979
- Commissioner’s Trophy: 1985 (gemeinsam mit Pat Kelly)